# Emil Skrynkowicz
Emil Skrynkowicz (ur. 3 maja 1907, zm. 26 października 1931) – polski piłkarz, obrońca.
Był długoletnim piłkarzem Wisły Kraków, związał się z nią jako szesnastolatek. W barwach tego zespołu w 1927 i 1928 zostawał mistrzem Polski. W reprezentacji Polski wystąpił tylko raz, w rozegranym 5 lipca 1931 spotkaniu ze Łotwą, które Polska wygrała 5:0.

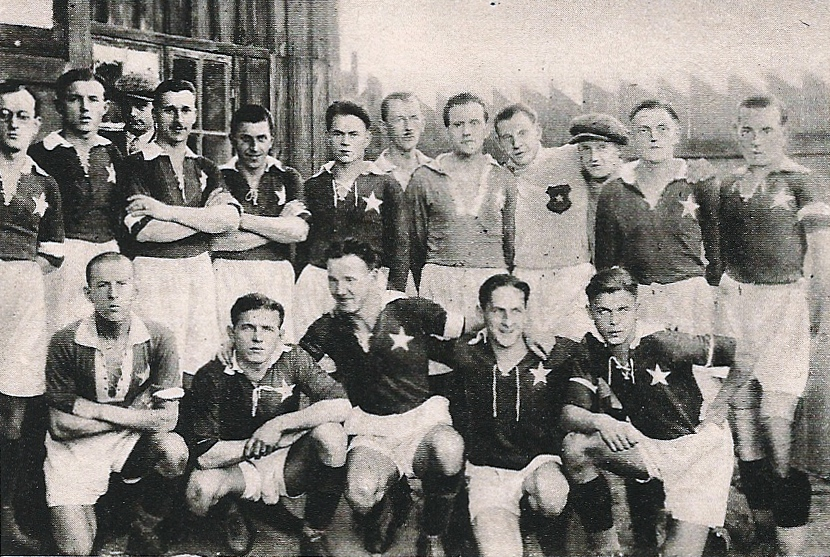
Wisła Kraków w 1927 roku, Skrynowicz pierwszy z prawej w dolnym rzędzie